# Терновская (шахта, Кривой Рог)
Терновская (до 2016 года — шахта имени Ленина) — железорудная шахта в городе Кривой Рог.

## История
Шахта введена в эксплуатацию в 1963 году. Проектная мощность 2 300 000 тонн богатой руды. В 1964 году добыто 43 000 тонн руды.
В 1969 году ствол шахты углублён до 1200 метров.
Входила в состав рудоуправления имени В. И. Ленина производственного объединения «Кривбассруда».
В 1997 году добыто 1 700 000 тонн руды с содержанием железа 53,89 %.
С середины 2010-х годов — в составе ОАО «Криворожский железорудный комбинат» (КЖРК). В 2010 году, впервые в Кривбассе, шахтостроительное управление при углублении ствола достигло глубины 1605 метров.
В 2016 году переименована в современное название.

## Характеристика
Среднее содержание железа в рудном массиве на рабочих горизонтах составляет 55,77%. В шахтном поле преобладают залежи столбообразный формы, длиной 50—300 м, углом падения 54—60°, горизонтальной мощностью 10—30 м.
Прочность руд 50—70 МПа. Породы висячего бока сложены устойчивыми мартитовыми кварцитами прочностью 160—180 МПа, лежачего — комбинированными кварцитами прочностью 120—140 и 160—200 МПа с прослойками сланцев. 
Месторождение вскрыто четырьмя стволами: рудоподъёмным, вспомогательным и двумя вентиляционными. 85 % разработки запасов руды ведётся камерными системами, 15 % — системами с обрушением налягающих пород. Высота этажа 75 м.
На шахте разведаны запасы руды до глубины 1955 метров — 149,86 млн тонн с содержанием железа 57,40 %.